# Imre Pulai
Imre Pulai (Budapest, 14 de noviembre de 1967) es un deportista húngaro que compitió en piragüismo en la modalidad de aguas tranquilas.
Participó en cuatro Juegos Olímpicos de Verano entre los años 1988 y 2000, obteniendo dos medallas, una de bronce en Atlanta 1996 y una de oro en Sídney 2000. Ganó ocho medallas en el Campeonato Mundial de Piragüismo entre los años 1993 y 2003, y dos medallas en el Campeonato Europeo de Piragüismo en los años 2004 y 2006.

## Palmarés internacional
| Juegos Olímpicos   | Juegos Olímpicos             | Juegos Olímpicos  | Juegos Olímpicos |
| Año                | Lugar                        | Medalla           | Evento           |
| ------------------ | ---------------------------- | ----------------- | ---------------- |
| 1996               | Atlanta (Estados Unidos)     | Medalla de bronce | C1 500 m         |
| 2000               | Sídney (Australia)           | Medalla de oro    | C2 500 m         |
| Campeonato Mundial |                              |                   |                  |
| Año                | Lugar                        | Medalla           | Evento           |
| 1993               | Copenhague (Dinamarca)       | Medalla de oro    | C4 1000 m        |
| 1994               | Ciudad de México (México)    | Medalla de plata  | C1 500 m         |
| 1994               | Ciudad de México (México)    | Medalla de oro    | C4 1000 m        |
| 1995               | Duisburgo (Alemania)         | Medalla de bronce | C1 500 m         |
| 1995               | Duisburgo (Alemania)         | Medalla de oro    | C1 1000 m        |
| 1999               | Milán (Italia)               | Medalla de plata  | C2 500 m         |
| 2003               | Gainesville (Estados Unidos) | 03 ! [ n 1 ]      | C4 500 m         |
| 2003               | Gainesville (Estados Unidos) | Medalla de oro    | C4 1000 m        |
| Campeonato Europeo |                              |                   |                  |
| Año                | Lugar                        | Medalla           | Evento           |
| 2004               | Poznań (Polonia)             | Medalla de oro    | C4 1000 m        |
| 2006               | Račice (República Checa)     | Medalla de bronce | C4 500 m         |

1. ↑  En esta prueba el equipo ruso, ganador de la medalla de oro, fue descalificado al dar positivo por dopaje el piragüista Serguei Uleguin, por lo que al equipo húngaro le fue cambiado el cuarto lugar por el tercero, con la correspondiente medalla de bronce.